# Still Fresh
Still Fresh est un rappeur et chanteur français d’origine malienne, né en 1993 dans le 20e arrondissement de Paris. Il est signé chez Sony Music depuis 2010.

## Biographie
Il a commencé très tôt, encouragé par les directeurs musicaux et producteurs Xavier et Moblack. Il a participé à plusieurs titres de la compilation hip-hop À la Fuck You dont une collaboration avec Mister You dans Sur le terrain avec Bilel, DI & Still Fresh . Il sort son premier album en 2011 intitulé Mes rêves suivi de Marche ou rêve en 2013. En 2012, il sort une mixtape, N.E en collaboration avec S.Pri Noir.
Sorti en 2017, son album Cœur noir est certifié disque d'or en France.

## Discographie

### Mixtapes
- 2010 : Fresh Tape
- 2012 : N.E (avec S.Pri Noir)